# 신용조합
신용조합(信用組合)이란, 조합원들의 금융거래를 편리하게 만들기 위한 협동조합이다.

## 종류
상호금융
- 지역농협
- 회원수협

기타
- 신용협동조합
- 새마을금고